# IPhone 15 Pro
Los iPhone 15 Pro y iPhone 15 Pro Max son teléfonos inteligentes diseñados, desarrollados y comercializados por Apple. Corresponden a la decimoséptima generación, que suceden al iPhone 14 Pro y iPhone 14 Pro Max.
Se presentaron el 12 de septiembre de 2023, durante el Apple Event en el Apple Park de Cupertino, junto a los dispositivos iPhone 15 y 15 Plus, de precio más moderado. Por primera vez incluyen el conector USB-C, para cumplir con la directiva europea 2022/2380.

### Hardware
Ambos modelos de iPhone 15 Pro llevan el SoC Apple A17 Pro, procesador de arquitectura ARM con gráfica integrada fabricado en 3 nm para optimizar el rendimiento por vatio y su eficiencia global.

#### Pantalla
El iPhone 15 Pro está disponible en dos modelos, ambos con pantallas con tecnología Super Retina XDR OLED. El modelo estándar tiene una pantalla que mide 6,1 pulgadas, mientras que el modelo Pro Max tiene una pantalla que mide 6,7 pulgadas. Ambos modelos incorporan un brillo mejorado de hasta 1000 nits, un brillo máximo en HDR de hasta 1600 nits y un brillo máximo en exteriores de hasta 2000 nits. Incluyen la tecnología ProMotion y pantalla siempre activa.

#### Diseño
La carcasa del iPhone 15 Pro y del iPhone 15 Pro Max es titanio. Están disponibles en los colores: titanio natural, titanio azul, titanio blanco y titanio negro.

#### Velocidades de carga y transferencia
Utilizarán USB-C con velocidades de transferencia USB 3.2 Gen 2 (hasta 10 Gb/s o 1,25 GB/s), una mejora con respecto a los modelos base iPhone 15 y 15 Plus, que solo tienen velocidades de transferencia USB 2.0 (hasta 480 Mb/s o 60 MB/s).

#### Video
Todos los modelos de iPhone 15 son compatibles con el modo alternativo DisplayPort sobre salida de vídeo USB-C con HDR hasta resolución 4K. Además, los modelos Pro permiten la grabación de vídeo en Apple ProRes LOG, un formato de vídeo profesional orientado a la edición posterior mediante software de edición especializado. 

#### Batería
El iPhone 15 Pro Max ofrece a los usuarios hasta 29 horas de reproducción de vídeo o 95 horas de reproducción de audio, y el iPhone 15 Pro ofrece algo menos, con hasta 23 horas de reproducción de vídeo o también 75 horas de reproducción de audio.

#### Botón de acción
Sustituye al interruptor de modo silencio. El usuario puede configurar la función del botón de acción. Por defecto, activa el modo silencioso, aunque, otras opciones son abrir la cámara, grabar una nota de voz o cambiar el modo de enfoque.

### Software
El teléfono es compatible con la versión de iOS 17.

## Galería
|               |
| iPhone 15 Pro |

|                   |
| iPhone 15 Pro Max |

|                     |
| iPhone 15 Pro Serie |